# Associazione Sportiva Pro Gorizia 1937-1938
Questa voce raccoglie le informazioni riguardanti l'Associazione Sportiva Pro Gorizia nelle competizioni ufficiali della stagione 1937-1938.

## Rosa
| N. |                   | Ruolo | Calciatore          |
| -- | ----------------- | ----- | ------------------- |
|    | Italia (bandiera) | C     | Edmondo Bonansea    |
|    | Italia (bandiera) | A     | Miroslav Bitesnich  |
|    | Italia (bandiera) | D     | Ermenegildo Blason  |
|    | Italia (bandiera) | D     | Giuseppe Campana    |
|    | Italia (bandiera) | P     | Ippolito Carnelutti |
|    | Italia (bandiera) | C     | Bruno Ciuffarin     |
|    | Italia (bandiera) | D     | Mario Cumar         |
|    | Italia (bandiera) | A     | Sergio Fasiolo      |
|    | Italia (bandiera) | A     | Onorio Glessich     |
|    | Italia (bandiera) | D     | Giuseppe Molar      |

| N. |                   | Ruolo | Calciatore        |
| -- | ----------------- | ----- | ----------------- |
|    | Italia (bandiera) | P     | Luigi Ninin       |
|    | Italia (bandiera) | A     | Luigi Paulin      |
|    | Italia (bandiera) | D     | Luciano Pitassi   |
|    | Italia (bandiera) | D     | Sergio Pitassi    |
|    | Italia (bandiera) | A     | Ermenegildo Resen |
|    | Italia (bandiera) | C     | Giovanni Rossi    |
|    | Italia (bandiera) | C     | Emilio Toso       |
|    | Italia (bandiera) | D     | Egone Vale        |
|    | Italia (bandiera) | P     | Carlo Visintin    |
|    | Italia (bandiera) | A     | Saverio Visintin  |